# Rally de los Pirineos de 1960
El Rally de los Pirineos de 1960, oficialmente 4.º Rally Internacional de los Pirineos, fue la cuarta edición y la primera ronda de la temporada 1960 del Campeonato de España de Rally. Se celebró del 10 al 13 de abril.
La prueba estaba abierta a turismos y motocicletas. Los primeros se dividían en dos grupo: turismos, separados por su cilindrada y turismos mejorados y gran turismo, también separados por su cubicaje. El recorrido contaba inicialmente con cinco puntos de salida: Barcelona, Madrid, Valencia, Bilbao y Andorra y un punto de concentración en Zaragoza. La etapa común comprendía desde esta localidad hasta San Felíu de Guixols (Gerona) donde se realizaría una etapa de montaña no superior a los 350 km. Tan solo se inscribieron en la prueba veintiseís participantes: dieciséis motos y diez automóviles. De esta manera de las cinco localidades previstas solo se tomó la salida en dos: Madrid y Barcelona. La distancia total de la prueba alcanzaba los 1.500 km para los automóviles y los 1.400 en el caso de las motocicletas.
El ganador en la categoría de autos, donde solo terminaron ocho participantes, fue Juan Fernández a bordo de un Renault Dauphine. Segundo fue Víctor Sagi con Porsche y tercero Milano con Alfa Romeo. En el trofeo para motocicletas los cinco primeros puestos fueron ocupados por Montesa siendo Rafael Marsans el vencedor, Jaime Bordoy segundo clasificado y Enrique Venis tercero.

## Clasificación final
| Pos.                                   | Piloto                    | Copiloto                  | Automóvil                 | Puntos                    | Diferencia                |
| IV Rallye de los Pirineos              | IV Rallye de los Pirineos | IV Rallye de los Pirineos | IV Rallye de los Pirineos | IV Rallye de los Pirineos | IV Rallye de los Pirineos |
| -------------------------------------- | ------------------------- | ------------------------- | ------------------------- | ------------------------- | ------------------------- |
| 1.                                     | Juan Fernández            | Francisco Anet            | Renault Dauphine          | 254                       | 0.0                       |
| 2.                                     | Víctor Sagi               | Antonio Agramunt          | Porsche                   | 314,5                     |                           |
| 3.                                     | «Milano»                  | F. Prat                   | Alfa Romeo G              | 366                       |                           |
| 4.                                     | Ignacio Baixeras          | Luis Dalmau               | SEAT 600                  | 457,5                     |                           |
| 5.                                     | Ignacio de Olano          | J. Vidal-Ribas            | Renault Dauphine          | 630                       |                           |
| 6.                                     | Pedro Fábregas            | J. Borrul                 | Saab                      | 756,5                     |                           |
| 7.                                     | Francisco M. Delgado      | J. Tasara                 | Mercedes-Benz 190         | 1.106                     |                           |
| 8.                                     | Enrique Coma-Cros         | P. Camps                  | Renault Dauphine          |                           |                           |
| II Trofeo Motociclista de los Pirineos |                           |                           |                           |                           |                           |
| 1.                                     | Rafael Mansans            | Rafael Mansans            | Montesa                   | 488,5                     |                           |
| 2.                                     | Jaime Bordoy              | Jaime Bordoy              | Montesa                   | 572,5                     |                           |
| 3.                                     | Enrique Vernis            | Enrique Vernis            | Montesa                   | 576                       |                           |
| 4.                                     | Felipe MIllet             | Felipe MIllet             | Montesa                   | 792                       |                           |
| 5.                                     | José Esteve               | José Esteve               | Montesa                   | 996,5                     |                           |
| 6.                                     | «Tiger»                   | «Tiger»                   | Bultaco                   | 1.196,5                   |                           |
| 7.                                     | «Foca»                    | «Foca»                    | ?                         | 1.395,5                   |                           |
| 8.                                     | José M.ª Arenas           | José M.ª Arenas           | Bultaco                   | 2.116,5                   |                           |
| 9.                                     | Pedro Millet              | Pedro Millet              | Bultaco                   | 2.460,4                   |                           |